# Agnes Simonffy
Agnes Simonffy (1944) è un'ex schermitrice ungherese, vincitrice di una medaglia di bronzo ai campionati mondiali di scherma.